# Sint-Annaland
Sint-Annaland est un village appartenant à la commune néerlandaise de Tholen, situé dans la province de la Zélande. En janvier 2007, le village comptait 3 348 habitants.
Sint-Annaland était une commune indépendante jusqu'au 1er juillet 1971. À cette date, toutes les anciennes communes de l'île de Tholen fusionnèrent pour ne plus former qu'une seule commune, celle de Tholen (commune).